# To Whom It May Concern (episodio)
To whom it may concern (A quien corresponda, en inglés) es el 143° episodio de la serie de televisión norteamericana Gilmore Girls, en su 7° temporada.

## Resumen del episodio
Lorelai se queda a cuidar a los hijos de Sookie, Davey y Martha, mientras su amiga y Jackson se van a esquiar. Sin embargo, el humor de Sookie no está nada bien desde que salen y no cambia cuando regresan. Lorelai intuye que eso sólo le pasa a su amiga cuando estuvo embarazada, pero sabe que eso no podría ser pues Jackson se hizo la vasectomía casi dos años atrás, luego él la sorprende al decirle que en realidad no se hizo dicha operación, por lo que Sookie queda bastante preocupada pues tendrá un nuevo hijo. Lorelai tiene una conversación con ella y le hace ver que las cosas buenas de criar un niño. 
En tanto, Luke y Anna están en el juicio por la custodia de April, y la carta de Lorelai juega en favor de Luke (además de otras cosas), quien ahora tendrá la custodia compartida de su hija. Christopher se queda en casa instalando la televisión de pantalla plana y descubre el borrador de la carta que Lorelai le escribió a Luke, por lo que discute con ella pues cree que su esposa aún está enamorada de él. Pese a la respuesta negativa, se va y no vuelve a casa para dormir. 
Rory y Paris empiezan a hacer planes de lo que harán luego de haberse graduado y la primera hace consultas con su abuelo. Lucy y Rory se amistan. Finalmente, en medio de la clase que está dictando y en la que está Rory, Richard tiene los síntomas de un ataque cardíaco.